# 120-й меридіан західної довготи
120-й меридіан західної довготи — лінія довготи, що лежить на 120 градусів західніше Гринвіцького меридіана. Вона проходить від Північного полюса через Північний Льодовитий океан, Північну Америку, Тихий океан, Південний океан та Антарктиду до Південного полюса.

Через 120-й меридіан західної довготи проходить частина кордону між Британською Колумбією та Альбертою та частина кордону між Каліфорнією та Невадою

В Канаді 120-й меридіан західної довготи визначає частину кордону між Британською Колумбією та Альбертою на північ від місця, де він перетинає Континентальний вододіл, а в США — частину кордону між Каліфорнією та Невадою.
120-й меридіан західної довготи формує велике коло разом із 60-тим меридіаном східної довготи.
Це центральний меридіан часового поясу UTC-8, також відомого як Тихоокеанський час

## Список географічних об'єктів, що перетинає 120° зх. д.
Починаючи на Північному полюсі та рухаючись до Південного полюса, 120-й меридіан західної довготи проходить через:
| Координати                                                   | Країна, територія або море | Примітки |
| ------------------------------------------------------------ | -------------------------- | --- |
| 90°0′ пн. ш. 120°0′ зх. д. / 90.000° пн. ш. 120.000° зх. д.  | Північний Льодовитий океан | |
| 77°1′ пн. ш. 120°0′ зх. д. / 77.017° пн. ш. 120.000° зх. д.  | Канада                     | Північно-Західні території — проходить через острів Принца Патріка                                                                                    |
| 75°50′ пн. ш. 120°0′ зх. д. / 75.833° пн. ш. 120.000° зх. д. | Протока Мак-Клур           | |
| 74°17′ пн. ш. 120°0′ зх. д. / 74.283° пн. ш. 120.000° зх. д. | Канада                     | Північно-Західні території — проходить через острів Бенкс                                                                                             |
| 72°14′ пн. ш. 120°0′ зх. д. / 72.233° пн. ш. 120.000° зх. д. | Протока Принца Уельського  | |
| 71°32′ пн. ш. 120°0′ зх. д. / 71.533° пн. ш. 120.000° зх. д. | Затока Амундсена           | |
| 69°21′ пн. ш. 120°0′ зх. д. / 69.350° пн. ш. 120.000° зх. д. | Канада                     | Нунавут Північно-Західні території — проходить через Велике Ведмеже озеро Становить кордон між Британською Колумбією та Альбертою Британська Колумбія |
| 49°0′ пн. ш. 120°0′ зх. д. / 49.000° пн. ш. 120.000° зх. д.  | США                        | Вашингтон Орегон Становить кордон між Каліфорнією та Невадою Каліфорнія                                                                               |
| 34°27′ пн. ш. 120°0′ зх. д. / 34.450° пн. ш. 120.000° зх. д. | Тихий океан                | Протока Санта-Барбара |
| 33°59′ пн. ш. 120°0′ зх. д. / 33.983° пн. ш. 120.000° зх. д. | США                        | Каліфорнія — проходить через острів Санта-Роза[en] |
| 33°57′ пн. ш. 120°0′ зх. д. / 33.950° пн. ш. 120.000° зх. д. | Тихий океан                | |
| 60°0′ пд. ш. 120°0′ зх. д. / 60.000° пд. ш. 120.000° зх. д.  | Південний океан            | |
| 73°44′ пд. ш. 120°0′ зх. д. / 73.733° пд. ш. 120.000° зх. д. | Антарктида                 | Проходить через Землю Мері Берд, на яку жодна країна не претендує                                                                                     |